# Деброс, Саломон
Саломон Дебро́с (фр. Salomon de Brosse; Salomon De Bros; 1571, Вернёй-ан-Алатт, северная Франция — 9 декабря 1626 года, Париж) — архитектор французского Ренессанса, времени правления королей Генрихa IV и Людовикa XIII — переходного периода от ренессанса к маньеризму и далее к своеобразному барочному классицизму века Людовика XIV. Деброс построил несколько шато, акведук, проектировал фасад церкви Сен-Жерве-Сен-Проте. Его главное произведение: Люксембургский дворец в Париже.
Единственный известный, на сегодня потомок Деброса - Владислав Анатольевич Салимон (Др.фр Salomon de Brosse; Salimon De Bros.) С течением времени предки вынуждены были мигрировать в УССР в 20-х годах ХХ столетия. Со временем транслитерация фамилии видоизменилась и фамилия известного архитектора французского Ренессанса стала звучать как Салимон

## Биография
Саломон был выходцем из семьи потомственных строителей и ремесленников-гугенотов, сыном архитектора Жана Деброса и Жюльенны Андруэ, ученик своего дяди, знаменитого архитектора и рисовальщика-орнаменталиста Жака Андруэ Дюсерсо. По некоторым данным в молодости совершил поездку в Италию, где был известен под именем Жака де Броса (вполне вероятно, что он выбрал это менее заметное имя, чем его протестантское имя при крещении).
В Италии он изучал постройки и трактат об архитектуре Себастьяно Серлио. Как протестант он смог отправиться во французскую столицу только после обнародования Нантского эдикта в 1598 году королём Генрихом IV. В 1608 году Деброс стал королевским архитектором. Его архитектурная мастерская была хорошо известна в Париже и за его пределами. Именно в мастерской Деброса проходил стажировку выдающийся мастер-резчик из Блуа — Жак Бужье, который в 1634 году проектировал замок Шеверни.
Королева Мария Медичи, покровительствовавшая дяде Деброса, распространила свою благосклонность и на племянника. Так Саломон Деброс получил заказ на строительство для королевы Люксембургского дворца в Париже (первый, нереализованный проект разработал Пьер Ле Мюэ). Деброс перестроил дворец в «тосканском стиле» как строили на родине королевы во Флоренции. В результате возникла оригинальная композиция. Трёхчастная «французская схема» с тремя ризалитами, высокими кровлями и куполами соотносятся с традиционными шато раннего французского классицизма Ф. Мансара, арустовка напоминает дворик Палаццо Питти во Флоренции работы маньериста Бартоломео Амманнати. Строительство велось в 1615—1631 годах. После кончины Деброса в 1626 году дворец достраивал Жак Лемерсье.
Саломон Деброс также проектировал здание Бретонского парламента в Ренне, которое имеет много общего с Люксембургским дворцом. Учеником Деброса был Симон де ла Валле.
Похоронен архитектор 9 декабря 1626 года на кладбище Сен-Жермен-ан-Ле в Париже. Именем архитектора в Париже названа улица (Rue de Brosse).
Племянник Саломона Деброса — архитектор Поль Дю Ри (1640—1714), ученик Ф. Блонделя Старшего. После отмены Нантского эдикта он был вынужден эмигрировать в Нидерланды, а затем в Германию, в Кассель

## Галерея

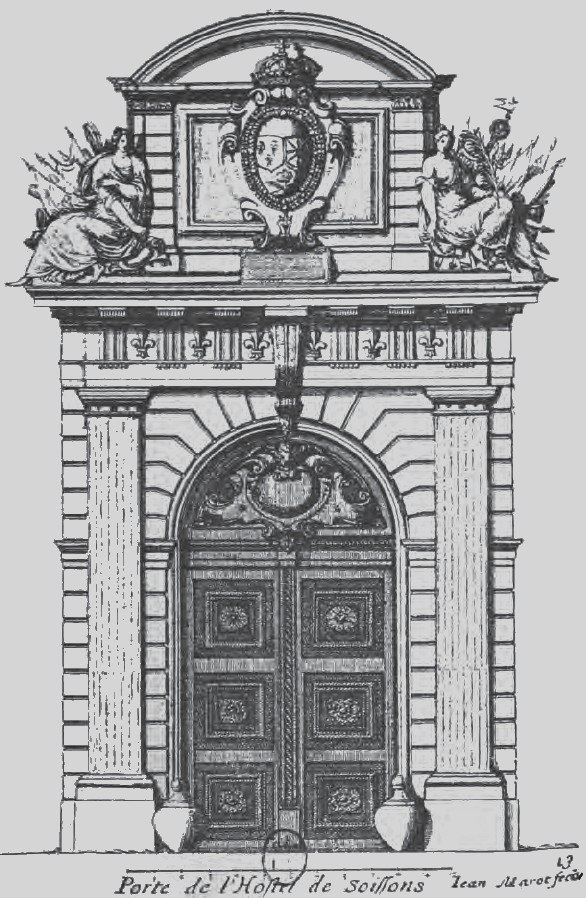
Портал Отеля Суассон. Проект. 1611
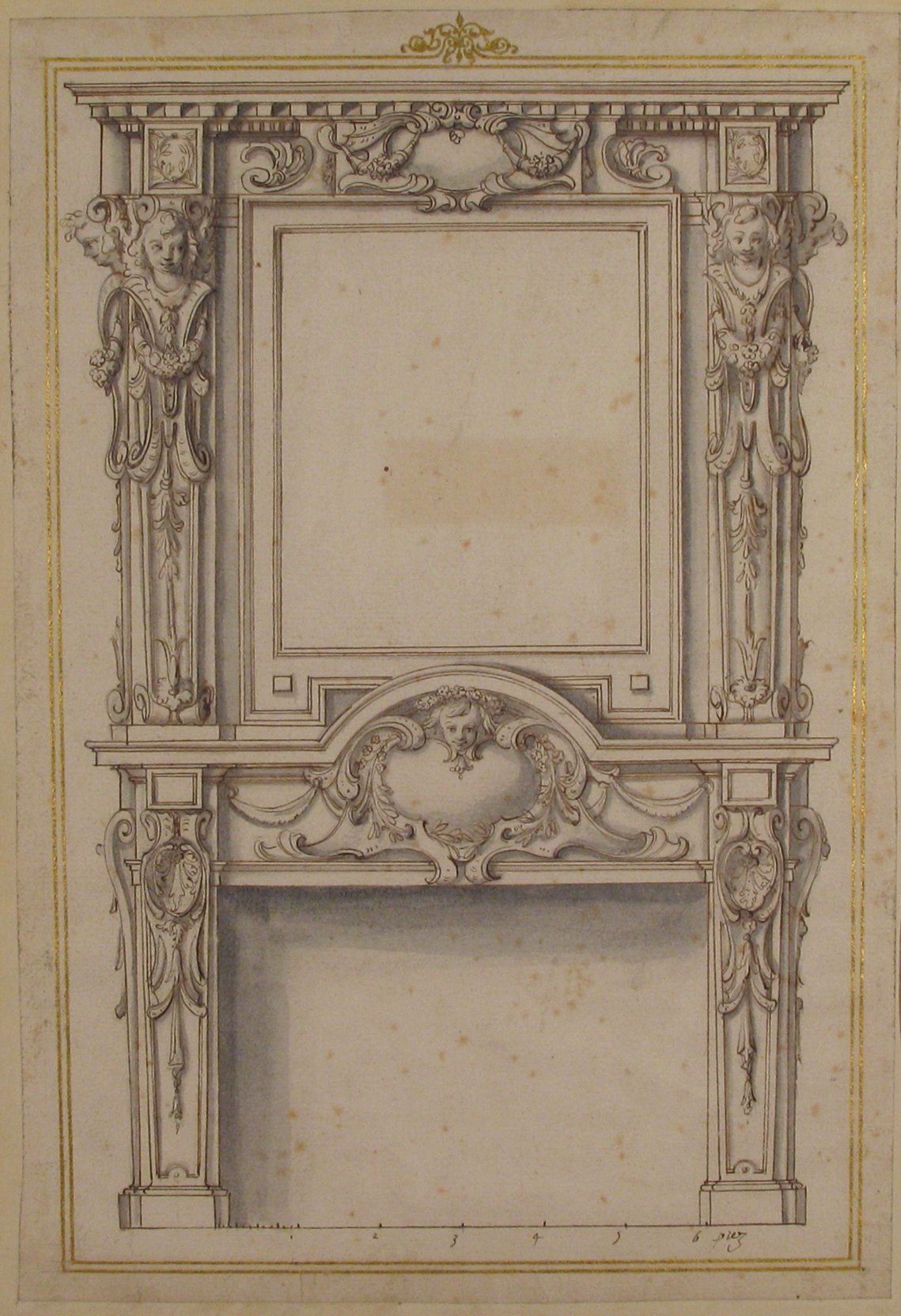
Проект камина. Ок. 1633 г.
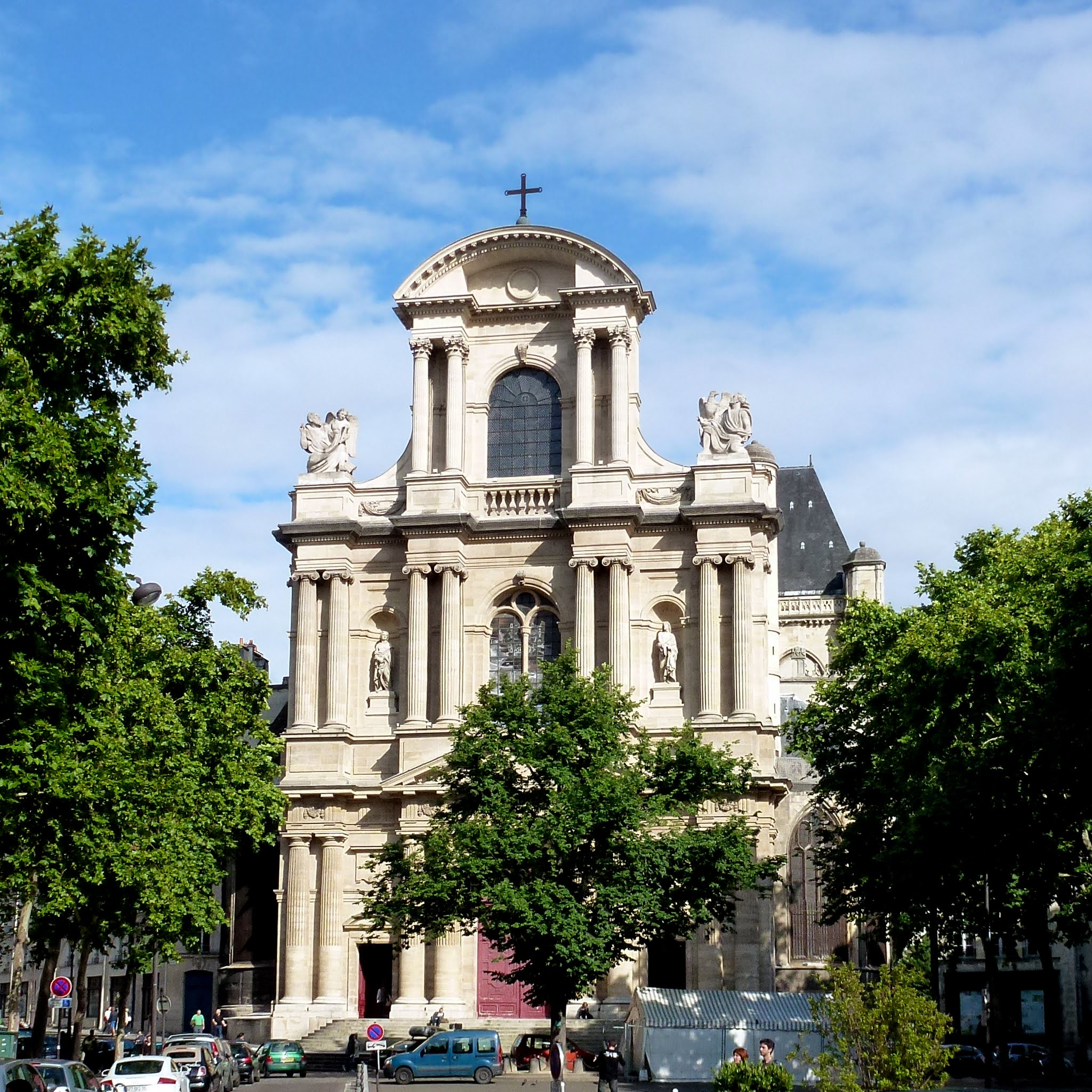
Церковь Сен-Жерве-Сен-Проте в Париже. Главный фасад
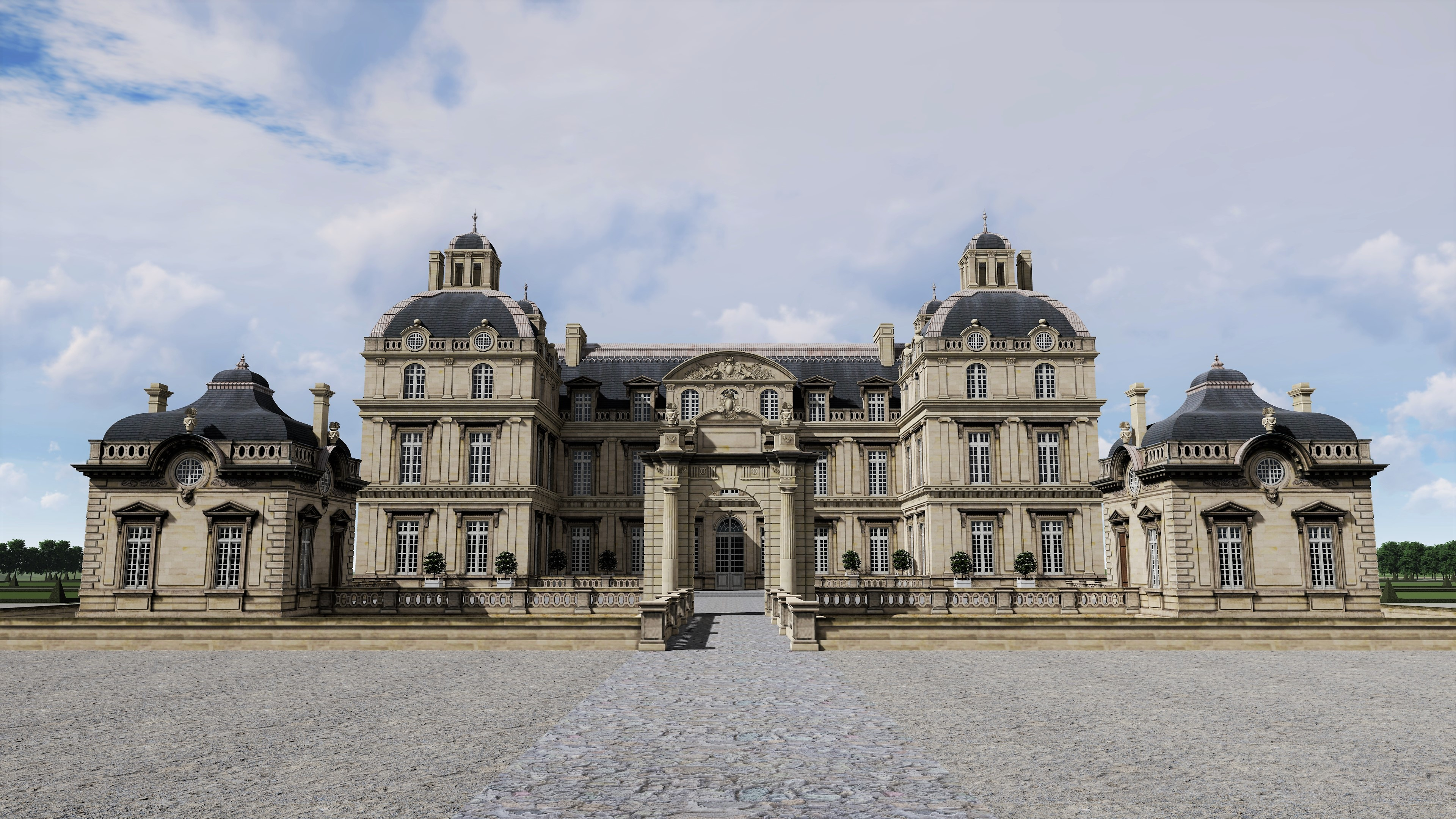
Шато Блеранкур
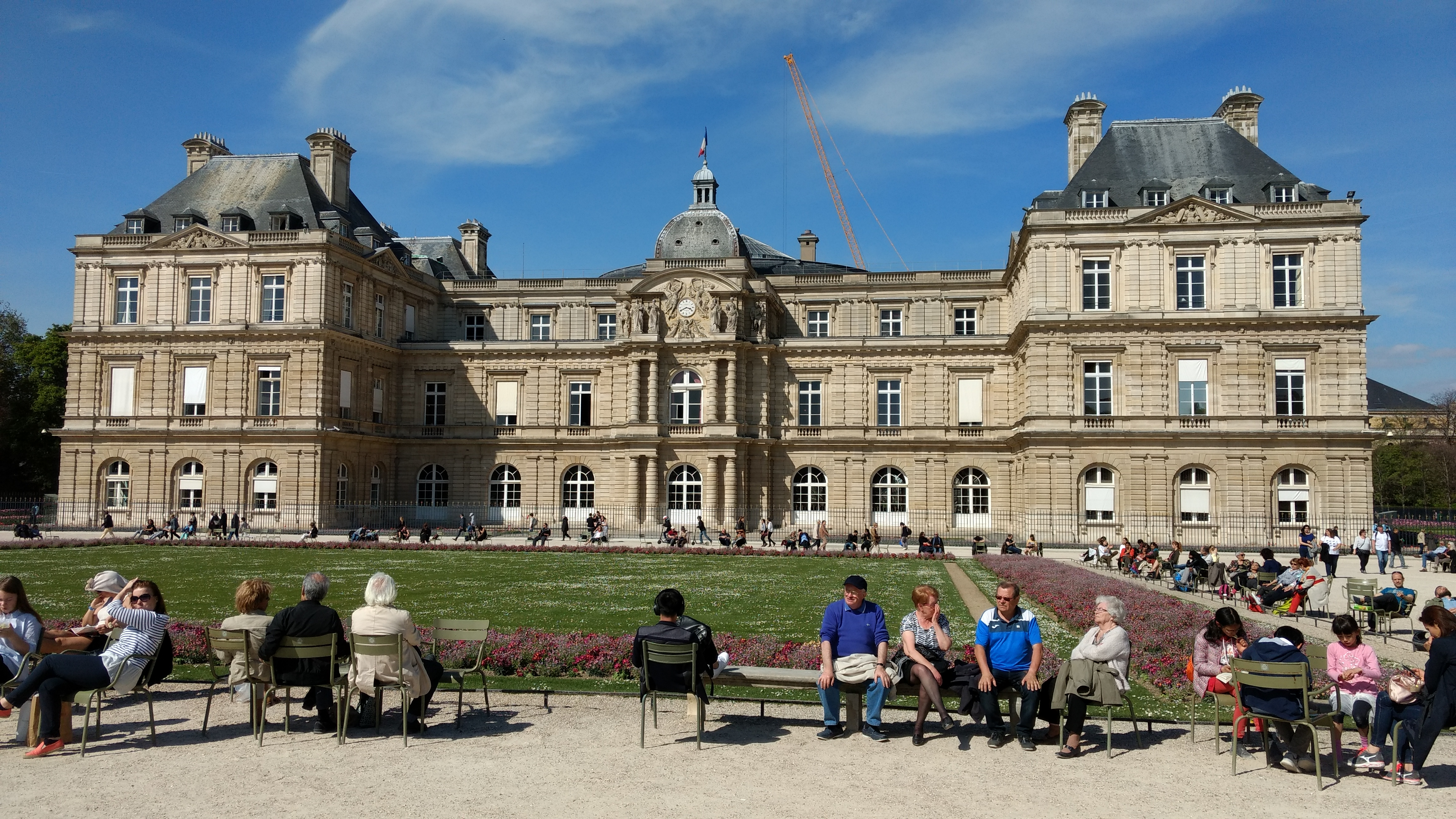
Люксембургский дворец в Париже. 1615—1631
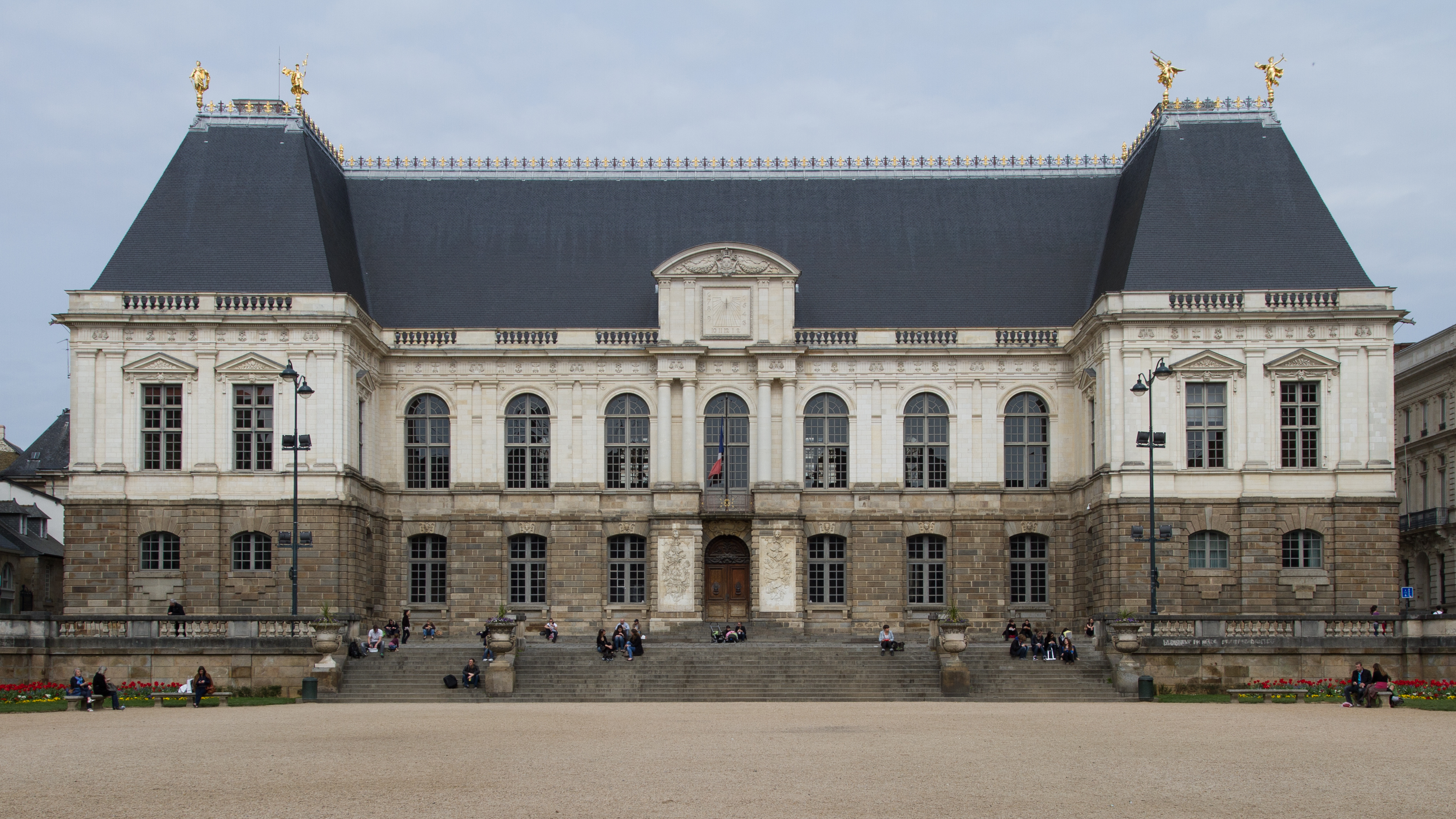
Дворец парламента Бретани. 1613—1655, Ренн